# Jörg Schnekenburger
Jörg Schnekenburger (* 2. Dezember 1928 in Backnang; † 25. Juli 1988 in Kiel) war ein deutscher Apotheker und pharmazeutischer Chemiker.

## Leben
Jörg Schnekenburger, Sohn eines Gymnasiallehrers, besuchte das Gymnasium seiner Vaterstadt, war von 1948 bis 1950 Apotheken-Praktikant in Backnang und legte 1950 das pharmazeutische Vorexamen ab. Pharmazie studierte er ab 1951 an der Universität Tübingen, legte dort 1954 das pharmazeutische Staatsexamen ab und ging 1956 mit seinem Lehrer Otto Erich Schultz nach Kiel, wo er 1957 zum Dr. rer. nat. promovierte und sich 1963 für das Fach Pharmazie habilitierte. 1968 wurde Schnekenburger zum apl. Professor und 1969 zum Wissenschaftlichen Rat und o. Professor ernannt. Einen Ruf an die Universität Berlin im Jahre 1980 lehnte er ab.
Als Wissenschaftler befasste sich Schnekenburger mit der organischen Synthese und mit Arzneibuchanalytik. Er arbeitete auch auf dem Gebiet der Reaktivatoren der organphosphat-gehemmten Acetylcholinesterase sowie der Muscarinantagonisten, bzw. -agonisten mit Pyrrolizidingerüst. Ein weiteres Arbeitsgebiet von ihm war die Entwicklung von Substanzen zur Hemmung des schnellen Abbaus bestimmter Arzneistoffe in der Leber. Außerdem führte er biopharmazeutische Untersuchungen durch. In ca. 80 Publikationen legte er seine Forschungsergebnisse nieder.
Er war Mitglied der katholischen Studentenverbindung KStV Alamannia Tübingen im KV.

## Veröffentlichungen
- Chemische Konstitution und pharmakologische Wirkung synthetische Laxantien. Dissertation Kiel 1957
- Zur Acylierung methylenaktiver Dicarbonsäureanhydride mit Hilfe tertiärer Stickstoffbasen. Habilitationsschrift Kiel 1963
- Einführung in die systematische Nomenklatur organischer Verbindung. Kiel 1965
- mit Otto Erich Schultz: Einführung in die pharmazeutische Chemie. Weinheim 1984